# Bitwa pod Oryninem
Bitwa pod Oryninem rozegrała się 28 września 1618 roku pomiędzy wojskami polskimi a tatarskimi pod Oryninem w województwie podolskim, niedaleko Kamieńca. Po jednym dniu walk Tatarzy, korzystając z rozbicia na wiele obozów i braku jednolitego dowództwa w armii koronnej, ominęli ją i rozpoczęli grabież ziem Rzeczypospolitej, pozostawionej bez obrony. W rezultacie województwo podolskie, ruskie, bracławskie i wołyńskie zostały splądrowane.

## Przygotowania
Tatarzy budziaccy pod dowództwem Kantymira, którzy najechali Rzeczpospolitą w okresie od maja do lipca stanowili zaledwie straż przednią znacznie liczniejszych wojsk, które pod dowództwem Dewlet Gireja (brata chana krymskiego), przygotowywały się do napaści na Polskę. Jednocześnie do granic zbliżały się wojska tureckie pod dowództwem Iskender Paszy.
Wiedząc o tym Polacy skoncentrowali na Ukrainie dość dużą ilość wojsk kwarcianych oraz pospolitego ruszenia i oddziałów prywatnych. Zebrały się one w obozie pod Oryninem, niedaleko Kamieńca Podolskiego. Łącznie około 20 tysięcy żołnierzy mogło się z powodzeniem przeciwstawić wszystkim wojskom chana. Niestety nie było zgody między nimi. Magnaci polscy przybyli ze swoimi wojskami na miejsce zbiórki i nie chcieli słuchać rozkazów ani hetmana wielkiego koronnego Stanisława Żółkiewskiego, ani hetmana polnego koronnego Stanisława Koniecpolskiego, którzy w tymże roku otrzymali swoje buławy hetmańskie.
Pod Oryninem zamiast jednego obozu, pojawiły trzy: hetmański w centrum (5130 żołnierzy), magnacki po prawej (5200 żołnierzy): Zasławskich, Zbaraskich, Lubomirskich oraz po lewej 4480 żołnierzy Zamoyskich, Tarnowskich, Ostrogskich i Kozaków. Łącznie 14810 żołnierzy. Ponadto nikt nie prowadził rozpoznania sił wroga.
Tymczasem zaczęła się również zbierać orda. Najpierw 20 września granicę przekroczył Kantymir z około 5 tys. ordyńców, który po przeprawieniu się przez Prut skierował się ku Dniestrowi pod Orynin, gdzie skoncentrowane były polskie wojska. Następnie wtargnął na Pokucie i zjawił się pod Oryninem kałga Dewlet Girej prowadząc około 10 tys. wojowników. 28 września polskie obozy zostały zaatakowane przez wszystkie wojska tatarskie, które hetman przesadnie obliczył na 60 000 jazdy (każdy Tatar miał po kilka koni), a w rzeczywistości około 15 000.

## Bitwa
Tatarzy z marszu uderzyli na obóz Tomasza Zamoyskiego, który znalazł się w poważnych opałach. Ale zrażony do krewnego Żółkiewski, patrzył na to spokojnie i powiedział: „Niech się młokos nauczy słuchać starego hetmana, a potem dowodzić”. Zamoyskiego od niechybnej klęski uratowali książęta Janusz Ostrogski i Krzysztof Zbaraski, przysyłając mu w pomoc kilkuset świetnie wyszkolonych i wyposażonych strzelców. Ci nieliczni piechurzy skutecznie powstrzymali wielotysięczne oddziały tatarskie. Spóźniony oddział kilkudziesięciu husarzy księcia Janusza Poryckiego, zmierzający w stronę obozów został rozbity, a sam dowódca wzięty do niewoli.
Następnego dnia po ataku wojska polskie ustawiły się zwarcie do bitwy pod dowództwem Żółkiewskiego, ale okazało się, że Tatarzy, unikając bitwy, rozjechali się po polskich ziemiach zgarniając wiele tysięcy jasyru i plądrując województwa: podolskie, ruskie, wołyńskie i bracławskie. Najazd objął miejscowości: Jampol, Ossowce, Ostropole, Manacyn, Czarny Ostrów, Bazylia, Krzemieniec, Zbaraż, Niemierów, okolice Konstantynowa pod Dubnem, Płoskirów, Międzyboże, Sieniawa, Gródek, Satanów i Beresteczko. Wycofywali się Czarnym Szlakiem około 7 października przez Cudnów, Czartoryję, Kodnia, Pawołocz i Białą Cerkiew.